# Lady Stalker: Challenge from the Past
Lady Stalker: Challenge from the Past (レディストーカー～過去からの挑戦～ Redi Sutōkā Kako Kara no Chōsen?) är ett actionrollspel till  SNES. Spelet utvecklades av Climax Entertainment och utgavs av Taito.

## Handling
Flickan Lady kommer från en fin familj, men bryr sig inte så mycket om gott uppförande, utan vill ut på äventyr. Hennes oroliga föräldrar låser därför in henne på familjens herrgård, övervakad av två personer från tjänstefolket, trädgårdsmästaren Yoshio och kocken Cox. En dag hittar Lady en bok om Deathland-ön, där en skatt antas finnas gömd. Hon flyr från herrgården till ön, och får reda på att den galne vetenskapsmannen King Baron en gång bodde på ön, och experimenterade med monster. Hon beslutar sig för att undersöka King Barons slott, och resten av ön.

### Fotnoter
1. ↑  ”Lady Stalker: Kako kara no Chōsen” (på engelska). Mobygames. 22 mars 1995. http://www.mobygames.com/game/snes/lady-stalker-kako-kara-no-chsen. Läst 23 maj 2014.